# Rio Novo (Venezia)
Il Rio Novo è un rio di Venezia situato tra i sestieri di Santa Croce e Dorsoduro.
Fu scavato nel 1931 per mettere più velocemente in comunicazione Piazzale Roma con il cuore turistico di Venezia. Lo scavo previde l'abbattimento di varie costruzioni e di parte dei Giardini Papadopoli.

## Edifici
In prossimità del ponte de la Cereria, tra il 1952 e il 1961, fu costruita la nuova sede della SADE, poi Enel un palazzo di vetro e cemento, progettato dagli architetti: Angelo Scattolin (1904-1981), Luigi Vietti (1903-1998) e Cesare Pea (1910-1985). Nel periodo tra il 1963 e i primi anni del 2000 l'edificio fu sede del "Compartimento di Venezia" dell'Enel, ovvero il coordinamento dell'Ente elettrico del Nord Est.

## Ponti
Viene attraversato dai seguenti ponti:
- Ponte di Santa Chiara
- Ponte del Prefetto
- Ponte dei Tre Ponti
- Ponte de la Cereria
- Ponte de la Sbiacca

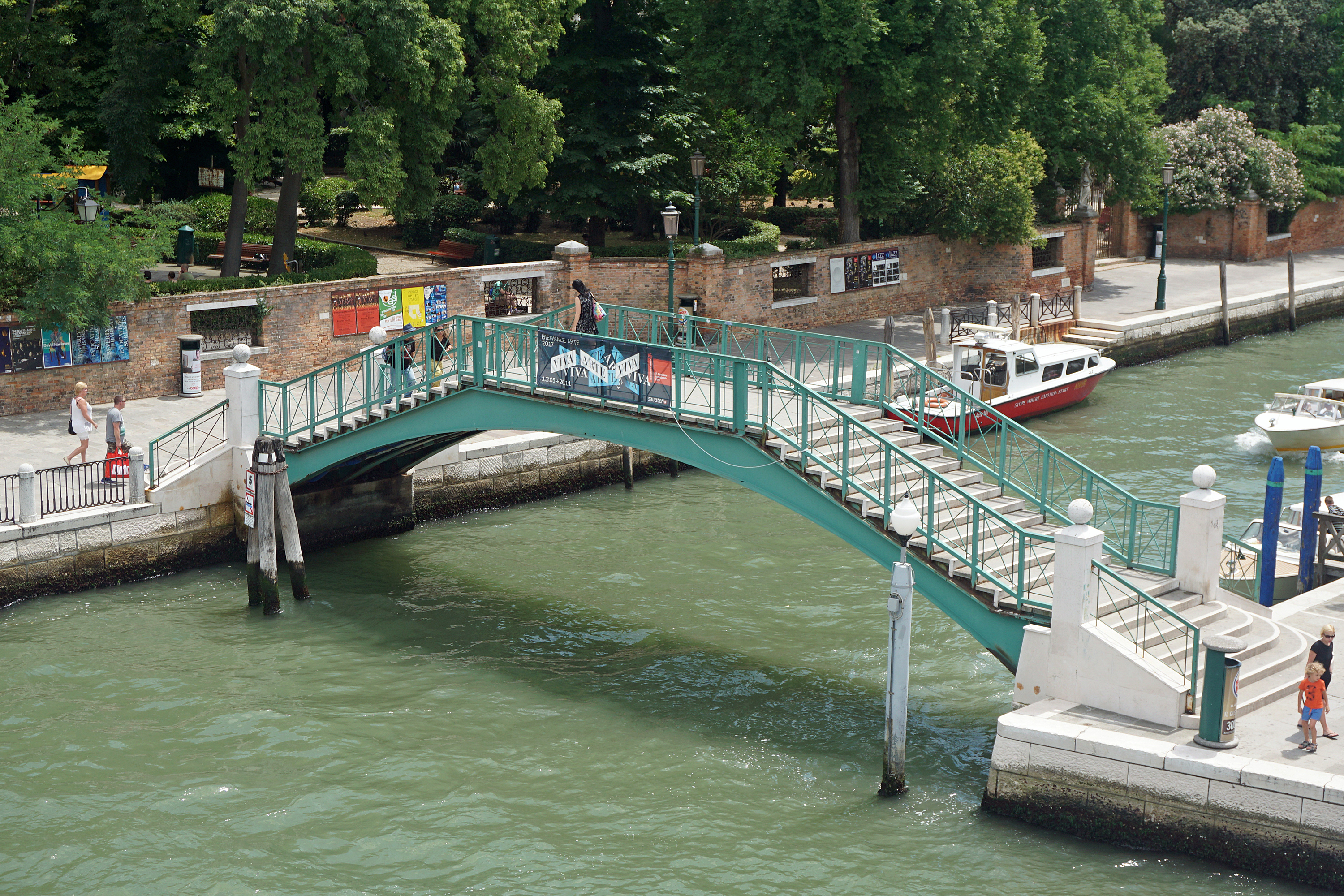
Ponte Santa Chiara
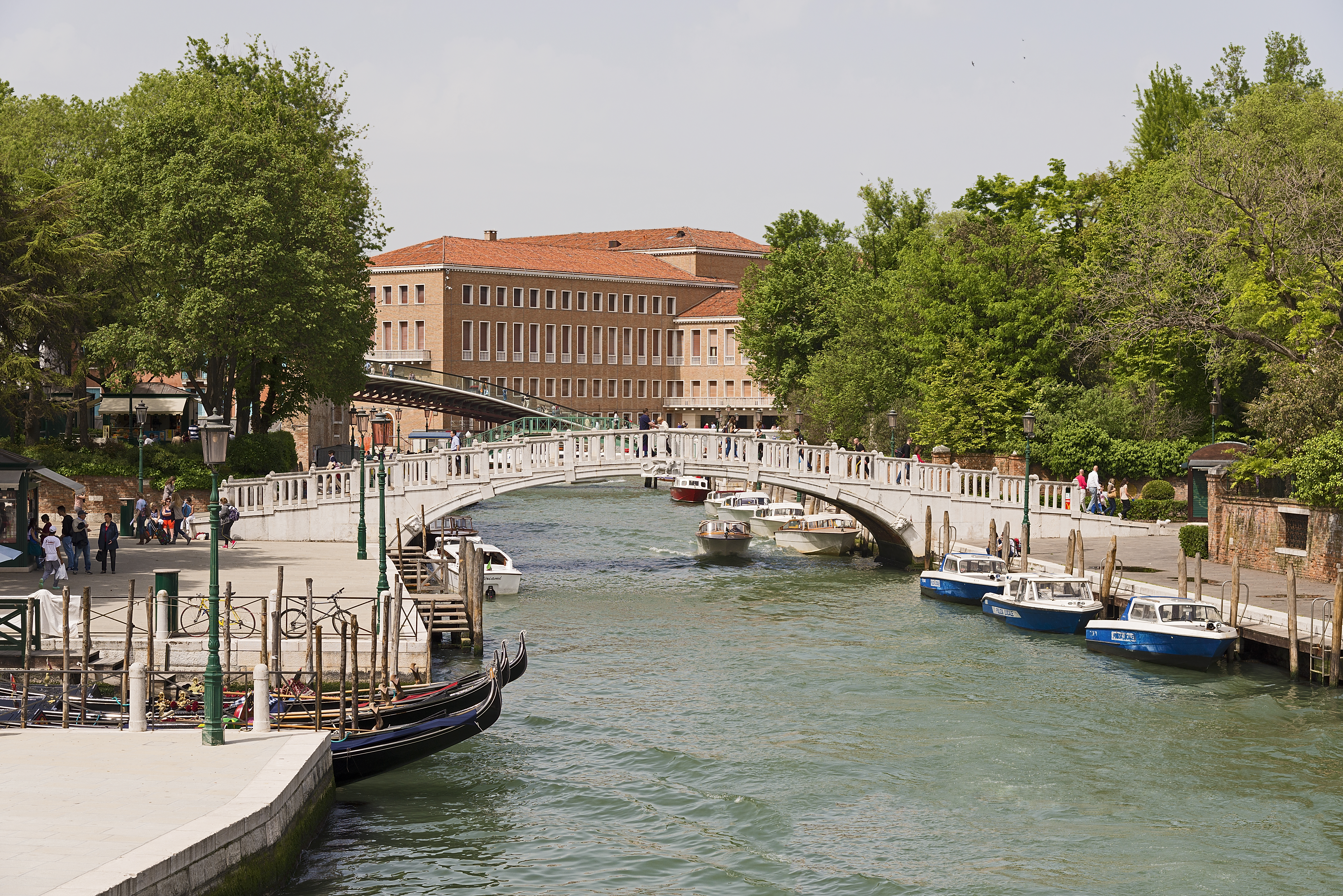
Ponte del Prefetto
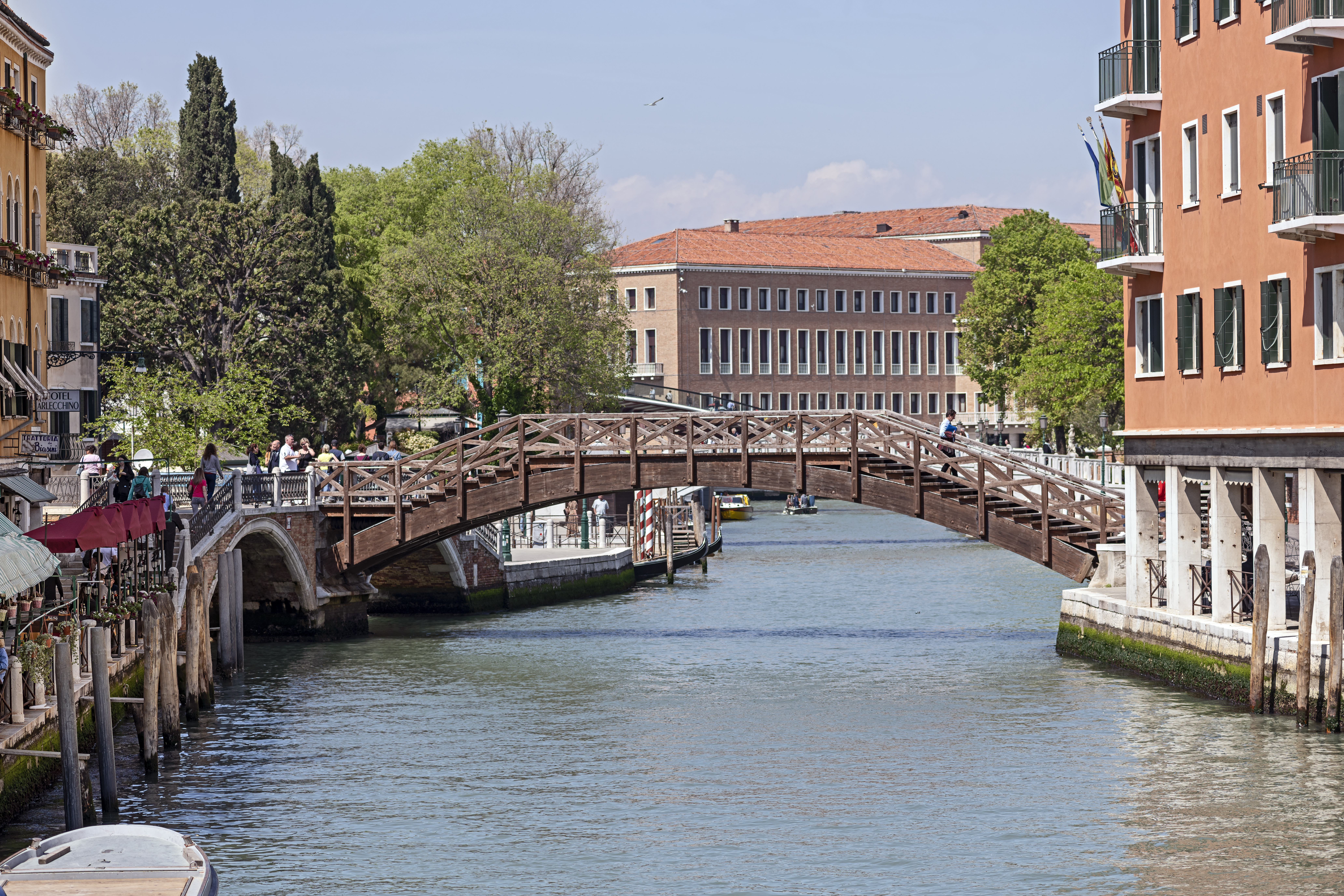
Ponte dei Tre Ponti
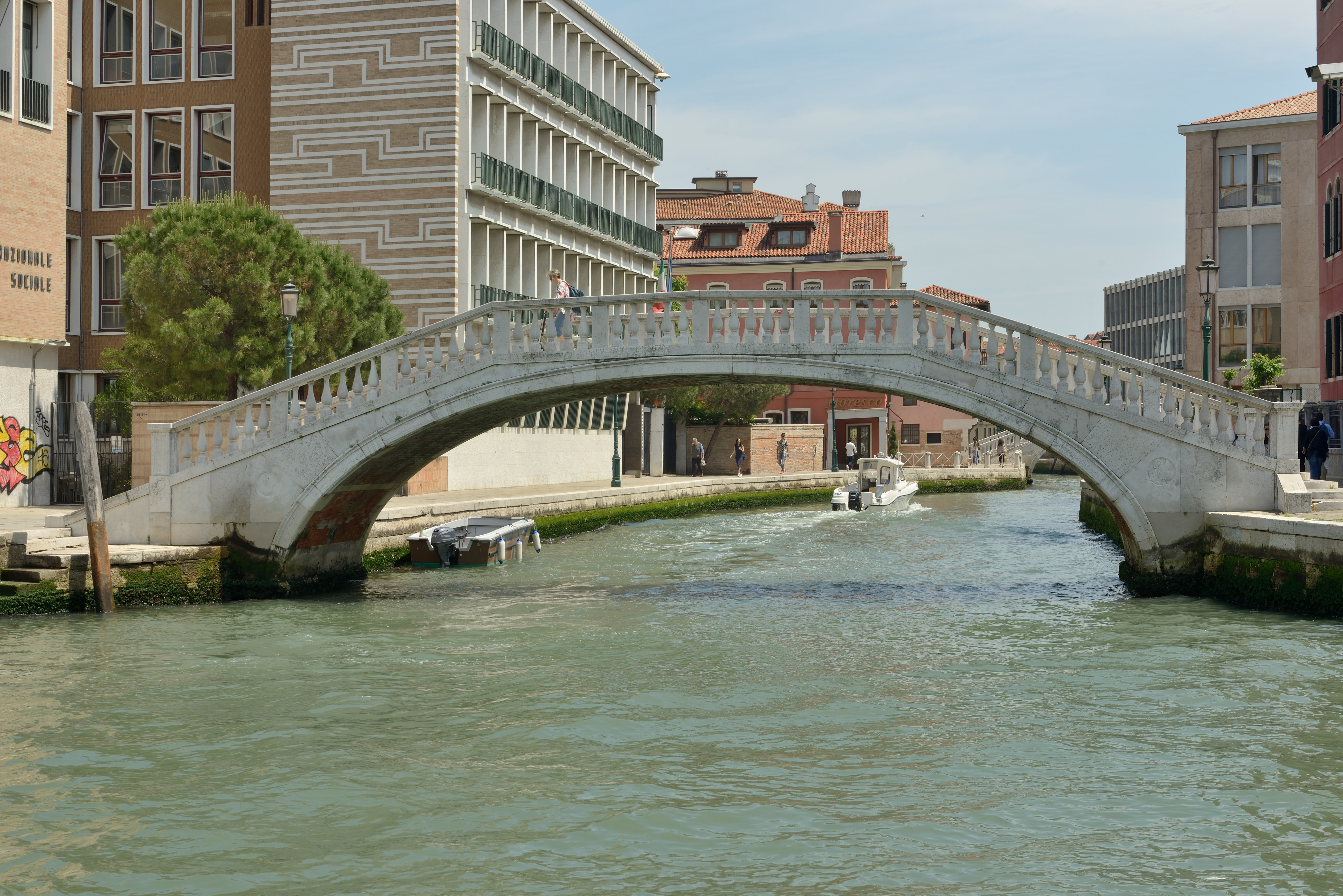
Ponte de la Cereria
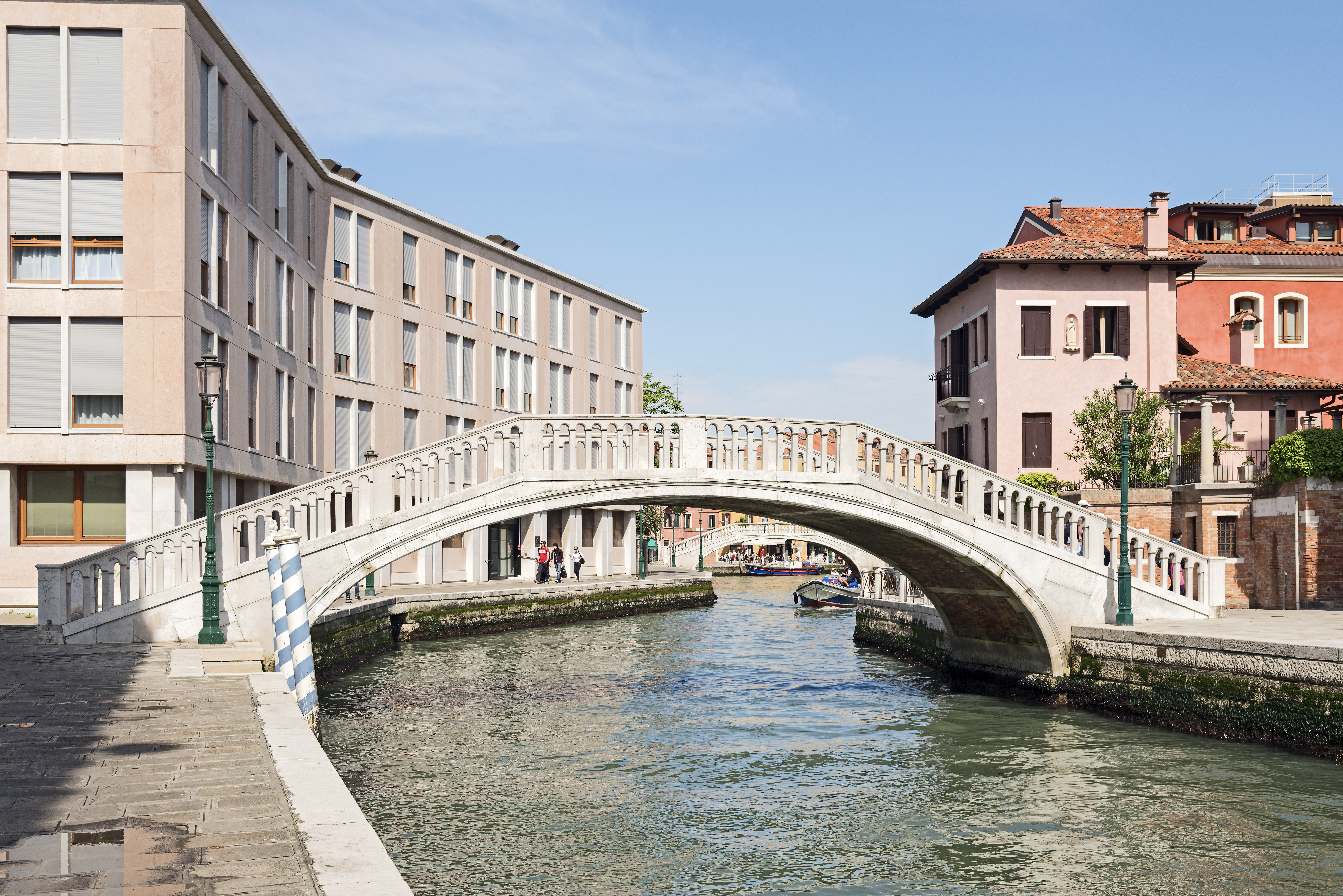
Ponte de la Sbiaca